# サイド・プトラ
サイド・プトラまたはサイイド・ハルン・プトラ（英:Tuanku Syed Harun Putra ibni Almarhum Syed Hassan Jamalullail、توانكو سيد هارون ڤوترا ابن المرحوم سيد حسن جمال الليل）（1920年11月25日 - 2000年4月16日）はマラヤ、後のマレーシア第3代国王、プルリス州のジャマルライル家第6代ラジャ (当主、藩王) である。	
1960年9月21日から1965年9月20日に至るまでの4年と364日間、国王に在位した。
在位時はマレーシア国軍の軍備整備などに尽力し、マレーシア防衛の父と呼ばれる。

## 青年期
彼はサイド・ハッサン・ビン・サイド・マフムード・ジャマルライル (1897年 - 1935年10月18日) と平民の妻であるワン・テ・ビンティ・ワン・エンドゥット (1897年 - 1952年12月27日) との息子で、父はバカール・ラジャつまりプルリス州の次期ラジャであった。プルリス州の首都アラウに生まれ、アラウ・マラヤ学校を経て、1937年から1939年には英語教育を行っていたペナン・フリースクールで学んだ。18歳の時に彼はプルリス行政官となり、その後判事となって1940年にはクアラルンプールに移り、刑事裁判所の副判事となった。

## プルリス州王位継承論争
プルリス州の第4代ラジャであるサイド・アルウィ・イブニ・サイード・サフィ・ジャマルライル (1881年生、在位1905年-1943年) には子がなかった。しかし彼には相続を争う立場の異母兄弟が数人いた。プルリス州の王位継承は自動的に決まるわけではなく、ラジャと他数名で構成される州評議会で継承者が決められていた。
サイド・プトラの父方の祖父サイド・マムフード (1919年没) は、第3代ラジャのサイド・サフィ・イブニ・アルマルフム・サイド・アルウィ・ジャマルライルの長男だった。彼は又第4代ラジャのサイド・アルウィの異母兄弟だった。彼はMudaのラジャを1912年まで務めたが、有罪判決を受け1917年までケダ州アロースターにある刑務所で服役した。2年後に彼はアロースターで没した。1934年12月6日、サイド・マムフードの息子でサイド・プトラの父サイド・ハッサンが、州評議会で3対1の投票でバカール・ラジャに選ばれた。しかしサイド・ハッサンは1935年10月18日に没した。
1938年4月30日、州評議会は再び3対1の投票で、サイド・ハッサンの息子であるサイド・プトラをバカール・ラジャに選出した。この選出に、第4代ラジャのサイド・アルウィの若い異母兄弟で州評議会副議長であるサイド・ハムザは反対したが、それはサイド・プトラがイスラムの相続法による王位から遠い、という理由だった。しかし、イギリスの植民地法はサイド・プトラを支持した。

## 日本占領期
第二次世界大戦が勃発し、1941年に日本軍がマレー半島に侵攻した。第4代ラジャのサイド・アルウィはペラ州クアラカンサルに避難した。彼は1941年12月28日にプルリス州に戻ったが、既に重病を患っていて、州政はサイド・ハムザが執行していた。サイド・プトラは当時クアラルンプールの司法当局に務めており、セランゴール州のスルタンであるムサ・ギアトゥディン・リアヤト・シャーの勧告によりその地にとどまっていた。1942年5月、サイド・ハムザはラジャ・サイド・アルウィを説得し、サイド・プトラのバカール・ラジャの地位を撤回して、その代わりにサイド・ハムザ自身がその地位に任命された。ラジャ・サイド・アルウィは1943年2月1日にアラウで没し、翌日、葬儀の前に、サイド・ハムザはケダ州とプルリス州の日本軍総督の同意を得て、プルリス州第5代ラジャに就任した。
サイド・プトラと家族は1942年5月15日までセランゴール州クランで過ごした後に、プルリス州に帰った。アラウ鉄道駅の近くの小屋に住み、ラジャ・サイド・アルウィからは毎月90ドルを受け取っていたが、アルウィが没してからはそれはなくなった。1945年3月29日に彼は妻のテンク・ブドゥリアの出身地である北部のクランタン州へ移り、食物と雑貨を売って生計をたてた。

## 再びイギリス領に
1945年に日本は無条件降伏した。ルイス・マウントバッテン卿率いるイギリス軍政部 (BMA) は、サイド・ハムザのラジャ就任を拒絶した。1945年9月18日、サイド・ハムザは退位した。彼はタイ王国へ亡命し、1958年2月20日にアラウで没した。
1945年12月4日、イギリスはサイド・プトラをプルリス州第6代ラジャとして宣言した。彼はクランタン州からタイのパダンベサールを経由してプルリス州へ戻った。そして1949年3月12日に就任式が行われた。

## マラヤ連合の試み
ラジャ・サイド・プトラはイギリスの提案したマラヤ連合条約が、ラジャ評議会による統治を規定した1930年のイギリス-プルリス協定に矛盾するとして反対した。しかしながら、(条約に) 強制されて署名したのだという彼の抗議はイギリスが拒絶した。それに続き、他の全てのマラヤ指導者と同様に、ラジャ・サイド・プトラはマラヤ連合条約を否認した。

## マラヤ副王の選出
ラジャ・サイド・プトラはマラヤ指導者達による選挙でマラヤ副王に選出され、1960年4月14日から同年9月1日に国王ヒサムッディーン・アラム・シャーが現職で没するまで副王を務めた。

## マラヤ国王の選出
ラジャ・サイド・プトラは独立したマラヤ連邦の第3代国王に選出され、1960年9月21日から執務に就いた。39歳と301日という年齢は、これまでの国王のうち一番若いものだった。1961年1月4日に王宮イスタナ・ネガラで彼の戴冠式が行われた。1963年9月16日、マラヤ連邦、イギリス領ボルネオ、サラワク、シンガポールを統合したマレーシア連邦が発足し、彼はマレーシア国王となった。そして1965年9月20日に任期を終えた。没後に彼の息子サイド・シラジュディンは第12代国王に選出され、第11代サラフディン・アブドゥル・アジズ国王が2001年に没してから2006年までその地位を務めた。

## マレーシア国王として
1963年9月、マレーシア連邦が発足し、サイド・ブトラは新しいマレーシア連邦の初代国王となり、シンガポールが近代史上唯一擁立したマレーシア国王であったため、マラヤ連邦最後の国王として知られるようになった。
ラジャ・サイド・プトラの国王としての執務は、新たに建国されたマレーシア連邦と隣国インドネシアとの間のインドネシア紛争に多くが割かれていた。彼は紛争の終結を見届けるため、国王任期終了後も地位に留まることを希望していたが、トゥンク・アブドゥル・ラーマン首相はこれを拒否した。
マレーシア国王として、彼は王権の神器の適切な管理を指示したが、それは直前の王であったヒサムッディーン・アラム・シャーが不可解な死を遂げたことが心にあったからである。
室内競技場スタジアム・ネガラ、マレーシア国会議事堂、マレーシア国立博物館、スルタン・アブドゥル・アジズ・シャー空港、国立モスクであるマスジッド・ネガラ、そしてクラン海峡の埠頭などは、彼の治世を象徴する建物である。
1965年8月9日にシンガポールが分離独立したが、それはマレーシア独立記念日8月31日の3週間前であり、プトラを動揺させた。彼はその1か月後に退任した。

## 晩年
ラジャ・サイド・プトラはマラヤ指導者の長老となり、特にマハティール・ビン・モハマド首相による1983年と1993年の憲法危機に於いて、より若い指導者たちに助言した。  

## 死去
彼は2000年4月16日、心臓発作によりクアラルンプールの国立心臓研究所で没した。当時彼は世界で最年長の君主であり、1989年に没したリヒテンシュタインのフランツ・ヨーゼフ2世に次ぐものだった。彼はプルリス州アラウにある王家の墓地に埋葬された。

## 家族
サイド・プトラは2回結婚した。
1. 1941年に、タイ王国パッターニー県王族のテンク・ブドゥリア (1924年-2008年) と結婚。彼女はプルリス州王妃、またマレーシア国王妃となった。現在のプルリス州王サイド・シラジュディンの母であり、5人の息子と5人の娘がいる。
2. 1952年に、チェ・プアン・マリアム (旧姓リアム・ペサヤナウィン（タイ語版）、1923年4月23日-1986年) と結婚、3人の息子と娘が1人いる。彼女はバンコク出身のタイ人イスラム教徒で、1939年にミス・タイ（英語版）に選ばれた[26]。

## 来日
1956年10月、サイド・プトラは妻と共にプルリス州ラジャとして来日し、昭和天皇と面談した。
1964年6月、彼は妻と共にマレーシア国王として来日し昭和天皇と再度面談、大勲位菊花章頸飾を受章した。国賓として来日した国王を天皇は皇族と共に羽田空港まで出迎え、宮中晩さん会では皇太子時代1921年に訪欧の途中、シンガポールに寄港した際にマレーシアの風物に接したと語った。国王は10日間の滞在中、東京タワー、日赤産院、オリンピック関連施設など都内各地を見学し、その後広島、兵庫、京都などを回ると新聞報道された。この時に千代田区立番町小学校を訪れている。

## 栄誉
彼の栄誉は次の通り:

### プルリス州の勲章
- プルリス州 :
  -  Recipient of the Perlis Family Order of the Gallant Prince Syed Putra Jamalullail (DK)
  -  Knight Grand Companion (Dato' Sri Setia) of the Most Esteemed Order of the Gallant Prince Syed Putra Jamalullail (4.12.1995) - SSPJ
  -  Knight Grand Commander (Dato' Sri Paduka) of the Most Illustrious Order of the Crown of Perlis (= the Star of Safi) - SPMP

### マレーシアの勲章
- マレーシア (国王任期1960年-1965年) :
  -  Recipient of the Royal Family Order of Malaysia - DKM (1966, after reign)
  -  Grand Master (1960-1965) of the Order of the Crown of the Realm
  -  Grand Commander (SMN) and  Grand Master (1960-1965) of the Order of the Defender of the Realm
  -  Founding Grand Master (3–20 September 1965) of the Order of the Royal Family of Malaysia
- マラヤ連邦 :
  -  Recipient of the Order of the Crown of the Realm (DMN, 31 August 1958)[33]
- ジョホール州 :
  -  First Class of the Royal Family Order of Johor (DK I)
- ケダ州 :
  -  Member of the Royal Family Order of Kedah (DK)
- クランタン州 :
  -  Recipient of the Royal Family Order or Star of Yunus (DK)
- ヌグリ・スンビラン州 :
  -  Member of the Royal Family Order of Negeri Sembilan (DKNS)
- パハン州 :
  -  Member 1st class of the Family Order of the Crown of Indra of Pahang (DK I, 24 October 1980)
- ペラ州 :
  -  Recipient of the Royal Family Order of Perak (DK) (1985)
- セランゴール州 :
  -  First Class of the Royal Family Order of Selangor (DK I) (1970)[34]
- トレンガヌ州:
  -  First Class Member of the Royal Family Order of Terengganu (DK I)
- サバ州 :
  -  Grand Commander of the Order of Kinabalu (SPDK) - Datuk Seri Panglima (1971)
- サラワク州 :
  -  Knight Grand Commander of the Order of the Star of Hornbill Sarawak (DP) - Datuk Patinggi

### 外国の勲章
- イギリス :
  -  聖マイケル・聖ジョージ勲章コンパニオン (CMG) (1948年)
  -  エリザベス2世戴冠勲章 Queen Elizabeth II Coronation Medal (1953年)
  -  聖マイケル・聖ジョージ勲章ナイト・コマンダー (KCMG) - Sir (1956年)[35]
- ブルネイ : 
  -  Recipient of the Royal Family Order of the Crown of Brunei (DKMB) (1958年9月24日)
- カンボジア : 
  -  Grand Cross of the Royal Order of Cambodia (1962年12月21日)
- エジプト : 
  -  ナイル勲章グランドコルドン (1965年4月17日)
- 日本 : 
  -  大勲位菊花章頸飾 (1964年6月15日)
- ヨルダン : 
  -  Collar of the Order of al-Hussein bin Ali (1965年4月24日)
- パキスタン : 
  -  1st class of the Nishan-e-Pakistan (1961年12月28日)
- フィリピン : 
  -  シカツナ勲章グランド・カラー (GCS) (1961年2月10日)
- サウジアラビア : 
  -  Collar of the Order of the Badr Chain (1965年4月3日)
- タイ : 
  -  ラーチャミトラーポーン勲章グランドクロス (1962年6月20日)[36]

### 彼の名前を冠した地名
- サイドプトラ通り（英語版）は、旧クアラルンプール駅とミッドバレーメガモールを結ぶフェデラルハイウェイ（英語版） (マレーシア連邦道路2号線（英語版）) の一区間
- プルリス州都カンガーのトゥアンク・サイド・プトラ・モスク
- プルリス州都カンガーのトゥアンク・サイド・プトラ中等学校（英語版）
- トゥアンク・サイド・プトラ・スタジアム（英語版）
- Kompleks Sukan Tuanku Syed Putra in Kangar, Perlis
- Dewan Tuanku Syed Putra, MRSM Beseri, Perlis
- SK Putra, a primary school in Kangar, Perlis
- Bangunan Tuanku Syed Putra in Penang
- Dewan Tuanku Syed Putra, Universiti Sains Malaysia, Penang
- Jambatan Tuanku Syed Putra in Kuala Perlis, Perlis
- Persiaran Syed Putra in Kuala Lumpur
- Kem Syed Putra, a military camp in Ipoh, Perak
- Tuanku Syed Putra Football Cup
- Tuanku Syed Putra Junior International Tennis Championship